# État de l'Indonésie orientale
1946 – 1950
Entités précédentes :
- Indes orientales néerlandaises

Entités suivantes :
- Indonésie

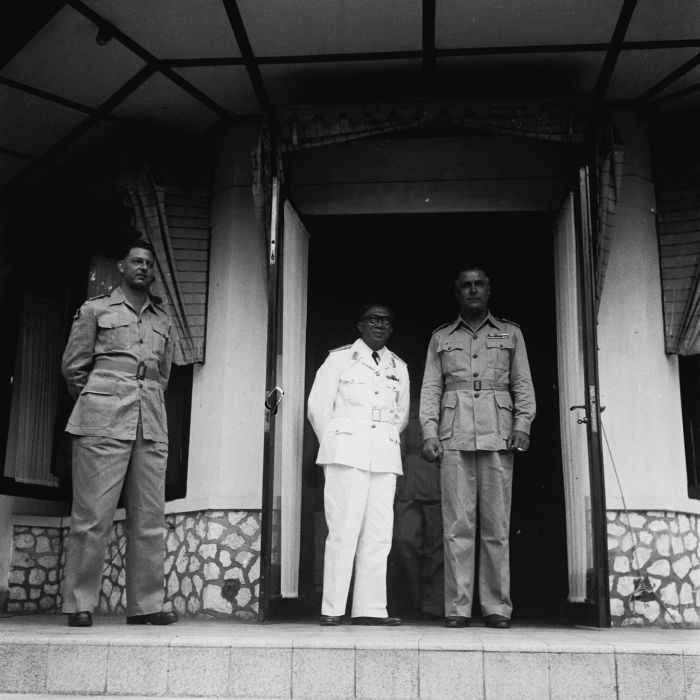
Le Tjokorda Gde Raka Sukawati, président de l'État de l'Indonésie orientale (1948-1949)

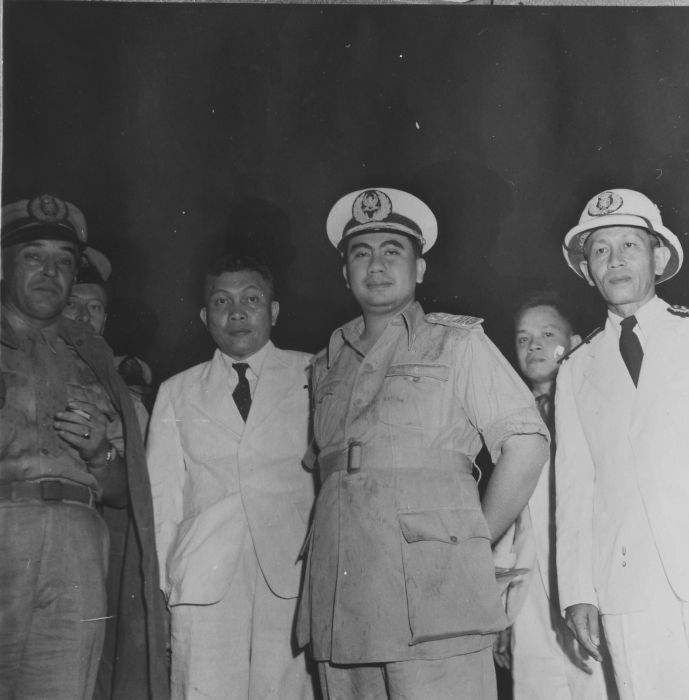
Le ministre-président de l'État de l'Indonésie orientale, le prince balinais Ida Anak Agung Gde Agung, lors de l'installation du Minahasa-raad (« conseil du Minahasa ») à Manado en 1948

L’État de l'Indonésie orientale (en indonésien : Negara Indonesia Timur) est un État créé par les Néerlandais en 1946 et disparu en 1950. Il était constitué de Bali et les autres Petites îles de la Sonde, de Célèbes et de l'archipel des Moluques et avait pour capitale Makassar dans le sud de Célèbes.

## Histoire
Le 17 août 1945, deux jours après la fin de la Seconde Guerre mondiale dans le Pacifique (les Japonais venaient de signer leur capitulation le 15), Soekarno proclame l'indépendance de l'Indonésie à Jakarta.
Les Néerlandais reprennent possession de l'archipel au mois de décembre suivant et proposent aussitôt de transformer leur colonie des Indes orientales en État fédéral.
En juillet 1946, les Hollandais organisent une conférence dans la station de montagne de Malino dans le sud de Célèbes. Ils obtiennent le soutien de Bornéo et du Grand Est. À la conférence est présent un représentant papou, Frans Kaisiepo. Sa position est que « la Nouvelle-Guinée-Occidentale ne devait pas être séparée du “Grand Est” (Timur Besar) » de l'archipel indonésien.
Dans cette optique, ils annoncent la création le 24 décembre 1946 à Denpasar à Bali, d'un Negara Timur Besar (« État du Grand Est »), renommé ensuite Negara Indonesia Timur (« État d'Indonésie orientale »), avec pour président le souverain balinais Tjokorda Gde Raka Sukawati.
Le 17 janvier 1948, l'« accord du Renville » entre nationalistes et représentants de couronne de Pays-Bas, instaure une république des États-Unis d'Indonésie regroupant la « république d'Indonésie » (contrôlant Sumatra et Java) et quinze autres États et territoires, dont l'« État d'Indonésie orientale ».
Le 27 décembre 1949, le Royaume des Pays-Bas transfère formellement la souveraineté du territoire des anciennes Indes néerlandaises. Le nouveau pouvoir, souhaite alors remplacer la structure fédéraliste par un État unitaire. Le coup de force de l'officier néerlandais Raymond Westerling, contre l'indépendance indonésienne donnera l'occasion à Jakarta, de faire appliquer cette politique, tous les États décident de se dissoudre, à l'exception du Sumatra oriental et de l'Indonésie orientale.
En avril 1950, des affrontements opposent des soldats moluquois de la KNIL (Koninglijke Nederlandsch Indië Leger ou « armée royale des Indes Néerlandaises », troupes coloniales hollandaises) à des unités républicaines à Macassar dans le sud de Sulawesi. Le 25 avril, le ministre de la Justice de l'État d'Indonésie orientale, le docteur Soumokil, un Amboinais, proclame une « république des Moluques du Sud » (Republik Maluku Selatan ou RMS) à Ambon. Les troupes républicaines débarquent en juillet. La rébellion est écrasée en novembre. Le gouvernement de la RMS s'exile aux Pays-Bas. Cet épisode donne l'occasion au gouvernement indonésien de dissoudre l'État d'Indonésie orientale le 10 août 1950.

## Premiers ministres
- du 13 janvier 1947 au 2 juin 1947 : Nadjamoedin Daeng Malewa (premier cabinet)
- du 2 juin 1947 au 11 octobre 1947 : Nadjamoedin Daeng Malewa (second cabinet)
- du 11 octobre 1947 au 15 décembre 1947 : Warouw
- du 15 décembre 1947 au 12 janvier 1949 : Ide Anak Agung Gde Agung (premier cabinet)
- du 12 janvier 1949 au 27 décembre 1949 : Ide Anak Agung Gde Agung (second cabinet)
- du 27 décembre 1949 au 14 mars 1950 : Jan Engelbert Tatengkeng
- du 14 mars 1950 au 10 mai 1950 : D. P. Diapari